# آمپیگ
آمپیگ (انگلیسی: Ampeg) شرکت تجهیزات موسیقی آمریکایی است، که در سال ۱۹۴۶ تأسیس شد.